# Aggersund
 Denne artikel omhandler farvandet Aggersund. Opslagsordet har også en anden betydning, se Aggersund (by).
Aggersund er et sund i Limfjorden i Danmark.
Broen over Aggersund hedder Aggersundbroen.
Ved Aggersund lå i vikingetiden Aggersborg.
57°0′N 9°18′Ø / 57.000°N 9.300°Ø